# Mr. President
Mr. President – niemiecki zespół muzyczny, który powstał w Bremie i pierwotnie nazywał się Satellite One. Zespół zadebiutował w 1995 roku albumem "Up'N Away".
W 1996 roku zespół zdobył światową popularność hitem "Coco Jamboo". Wówczas występował w składzie: Lady Danii, Lazy Dee, T Seven. Kolejne single utrzymujące popularność grupy na listach przebojów to: "Jojo Action", "Happy People", "Simbaleo". Najmłodszym albumem zespołu jest "Forever And One Day" z roku 2003.
Album z 1996 roku We See the Same Sun w Polsce uzyskał status platynowej płyty.

## Single
| Rok  | Tytuł                                              | Pozycja w notowaniach | Pozycja w notowaniach | Pozycja w notowaniach | Pozycja w notowaniach | Pozycja w notowaniach | Album               |
| Rok  | Tytuł                                              | GER                   | CH                    | AT                    | US                    | UK                    | Album               |
| ---- | -------------------------------------------------- | --------------------- | --------------------- | --------------------- | --------------------- | --------------------- | ------------------- |
| 1993 | „MM”                                               | –                     | –                     | –                     | –                     | –                     | –                   |
| 1994 | „Up'n Away”                                        | 12 Gold               | 17                    | 6                     | –                     | –                     | Up'n Away           |
| 1995 | „I'll Follow The Sun”                              | 23                    | 16                    | 18                    | –                     | –                     | Up'n Away           |
| 1995 | „4 On The Floor”                                   | 38                    | –                     | –                     | –                     | –                     | Up'n Away           |
| 1995 | „Gonna Get Along (Without Ya Now)”                 | 31                    | –                     | –                     | –                     | –                     | Up'n Away           |
| 1996 | „Coco Jamboo”                                      | 2 Platinum            | 1                     | 1                     | 21                    | 8                     | We See The Same Sun |
| 1996 | „I Give You My Heart”                              | 7 Gold                | 6                     | 12                    | –                     | 52                    | We See The Same Sun |
| 1996 | „Show Me The Way”                                  | 28                    | 21                    | 18                    | –                     | –                     | We See The Same Sun |
| 1997 | „JoJo Action”                                      | 4 Gold                | 5                     | 3                     | –                     | 73                    | Nightclub           |
| 1997 | „Take Me To The Limit”                             | 11                    | 21                    | 16                    | –                     | –                     | Nightclub           |
| 1997 | „Where Do I Belong” (featuring Münchener Freiheit) | 48                    | –                     | 25                    | –                     | –                     | Nightclub           |
| 1998 | „Happy People”                                     | 15                    | 17                    | 16                    | –                     | –                     | Nightclub           |
| 1999 | „Give A Little Love”                               | 13                    | 18                    | 8                     | –                     | –                     | Space Gate          |
| 1999 | „Simbaleo”                                         | 30                    | 24                    | 40                    | –                     |                       | Space Gate          |
| 2000 | „Up'n Away 2K”                                     | –                     | –                     | –                     | –                     | –                     | A Kind Of... Best   |
| 2003 | „Love, Sex & Sunshine”                             | 23                    | –                     | 35                    | –                     | –                     | Forever & One Day   |
| 2003 | „Forever & One Day”                                | 51                    | –                     | 48                    | –                     | –                     | Forever & One Day   |
| 2005 | „Sweat (A La La La La Long)”                       | –                     | –                     | –                     | –                     | –                     | Tylko przez iTunes  |
| 2006 | „Megamix 2006”                                     | –                     | –                     | –                     | –                     | –                     | Tylko przez iTunes  |

### Albumy solowe
- 1997: Reset feat. Dannii - You Got The Key
- 1998: Reset feat. Dannii - Egyptian Lover
- 2000: Marvin McKay feat. T-Seven - Ohne dich schlaf' ich heut' Nacht nicht ein (GER #42)
- 2001: T-Seven - Hey Mr. President
- 2001: T-Seven - Passion
- 2003: T-Seven - Copa Cabana
- 2006: Lunanova presents T-Seven - Let The Music Play
- 2006: Coyote Ugly & Myra  - Shake and go
- 2007: T-Seven - Es gibt nichts
- 2007: LayZee - YourLove(ComfortZone)